# Assistência Oficial ao Desenvolvimento (Japão)
A Assistência Oficial ao Desenvolvimento é um braço do Ministério das Relações Exteriores do Japão. O objetivo é ajudar as nações em desenvolvimento com suprimentos, engenharia civil e outros atendimentos. A APD foi iniciado em 1954, depois que o Japão assinou o Plano Colombo, que se compromete a prestar ajuda aos países necessitados. Em 2003, a foi fornecido $ 221 bilhões de dólares para 185 nações e regiões.
O Japão forneceu assistência para aproximadamente 20% da capacidade total das instalações de energia elétrica na Indonésia, Tailândia, Vietnã e Sri Lanka. Desde o ano fiscal de 1996 até o ano fiscal de 2000, o Japão apoiou o fornecimento estável de água potável e a expansão de sistema de esgotos sanitários para mais de 40 milhões de pessoas em todo o mundo. O Japão forneceu a vacina contra a poliomielite para 600 milhões de crianças entre 1993 e 2001. Em particular, o país foi o principal prestador de assistência para a erradicação da pólio na região do Pacífico Ocidental (37 países e regiões, incluindo a China e o Laos) e a região foi declarada livre de poliomielite em 2000.
Um total de cerca de 70.000 peritos e mais de 25 000 Voluntários de Cooperação no Exterior do Japão foram enviados do Japão para um total de 166 países e regiões em todo o mundo de 1954 a 2003. Além disso, cerca de 27 500 estagiários de 176 países e regiões foram aceitos pelo Japão para treinamento técnico.
O Japão começou a ajudar a financiar organizações internacionais, como as Nações Unidas, o Banco Mundial, na década de 1950 e tem contribuído para a formulação de políticas e gestão de muitas organizações. Atualmente, o Japão é o maior contribuinte de várias organizações internacionais, incluindo o Banco Asiático de Desenvolvimento, a Organização Asiática de Produtividade, a Organização das Nações Unidas para o Desenvolvimento Industrial e o Fundo Africano de Desenvolvimento.

## China
A assistência oficial japonesa para o desenvolvimento da China começou em 1979, após o Tratado de Paz e Amizade entre o Japão e a China assinado em 1978. De 1979 a 2013, o Japão forneceu dezenas de bilhões de dólares em empréstimos.
A assistência japonesa na China incluíram grandes projetos de infra-estrutura econômica, incluindo a construção de estradas, aeroportos e usinas, bem como projetos de infra-estrutura em áreas médicas e ambientais. Estes projetos têm desempenhado um papel significativo no atual crescimento econômico da China.
Através do auxílio  japonês, foram eletrificados 5 200 km de linhas de ferrovias e nas regiões marítimas foram construídos cerca de 60 infra-estruturas de grande porte. Além disso, o Hospital da Amizade China-Japão, foi estabelecido através de subsídio e é uma das principais instituições médicas na região metropolitana de Pequim, tratando aproximadamente 3 000 pacientes por dia.
A assistência inclui mais do que projetos de infra-estrutura. Na área de cooperação técnica, a Agência de Cooperação Internacional do Japão aceitou estagiários da China. Até o ano de 2013 Agência de Cooperação Internacional do Japão aceitou um total acumulado de mais de 35 000 estagiários para a promoção industrial. A mesma agência enviou 9 027 de peritos para a China.